# Ay (rivière)
Pour les articles homonymes, voir AY.
L'Ay est une rivière située dans le nord du département de l'Ardèche. C'est un affluent direct du Rhône.

## Géographie
La longueur de son cours d'eau est de 31,8 km.
Ce cours d'eau a la particularité de prendre ce nom à la confluence de deux petits affluents, le Nant, 8,9 km, et le Malpertuis, sur la commune de Satillieu. Il s'appelle aussi rivière de Malpertuis en partie haute,.
Il se jette dans le Rhône, sur la commune de Sarras.

## Département, communes et cantons traversés
L'Ay traverse huit communes.
- Ardoix, Eclassan, Préaux, Saint-Alban-d'Ay, Saint-Jeure-d'Ay, Saint-Romain-d'Ay, Sarras, Satillieu.

## Affluents
L'Ay a sept affluents contributeurs référencés dont :
- le Nant (rg), 8,9 km ;
- le Furon (rd), 6,6 km.

## Toponymes
L'Ay a donné son nom à trois communes : Saint-Alban-d'Ay, Saint-Jeure-d'Ay, Saint-Romain-d'Ay.

## Pêche
Classé en première catégorie, la truite fario y est bien représentée.